# Distributio
En retórica, la distributio, dentro de las figuras retóricas, una de las figuras de acumulación. Consiste en la puntualización de los distintos aspectos que forman parte de una idea expuesta al comienzo de un texto; a diferencia de la expolitio, no implica una explicación detallada de esos aspectos. 
- Datos: Q2435814